# Сидоровская (Московская область)
Сидоровская — деревня в Шатурском муниципальном районе Московской области. Входит в состав Кривандинского сельского поселения. Население — 10 чел. (2013).

## Расположение
Деревня Сидоровская расположена в западной части Шатурского района, расстояние до МКАД порядка 134 км. Высота над уровнем моря 139 м.

## Название
В письменных источниках деревня упоминается как Сидоровская.
Название связано с фамилией Сидоров.

## История
Впервые упоминается в писцовой Владимирской книге В. Кропоткина 1637—1648 гг. как деревня Сидоровская Бабинской кромины волости Муромского Сельца Владимирского уезда. Деревня принадлежала князю Алексею Степановичу Елецкому.
Последним владельцем деревни перед отменой крепостного права был помещик Протопопов.
После отмены крепостного права деревня вошла в состав Семёновской волости Егорьевского уезда Рязанской губернии.
В советское время деревня входила в Лузгаринский сельсовет.

## Население
| 1859 | 1868 | 1885 | 1905 | 1926 | 1931 |
| ---- | ---- | ---- | ---- | ---- | ---- |
| 157  | ↘151 | ↗204 | ↗228 | ↗254 | ↗382 |
| 1970 | 1993 | 2002 | 2006 | 2010 | 2011 |
| ↘73  | ↘8   | ↗17  | ↘7   | ↗14  | ↘11  |
| 2013 |      |      |      |      |      |
| ↘10  |      |      |      |      |      |